# Decretals de Gregori IX

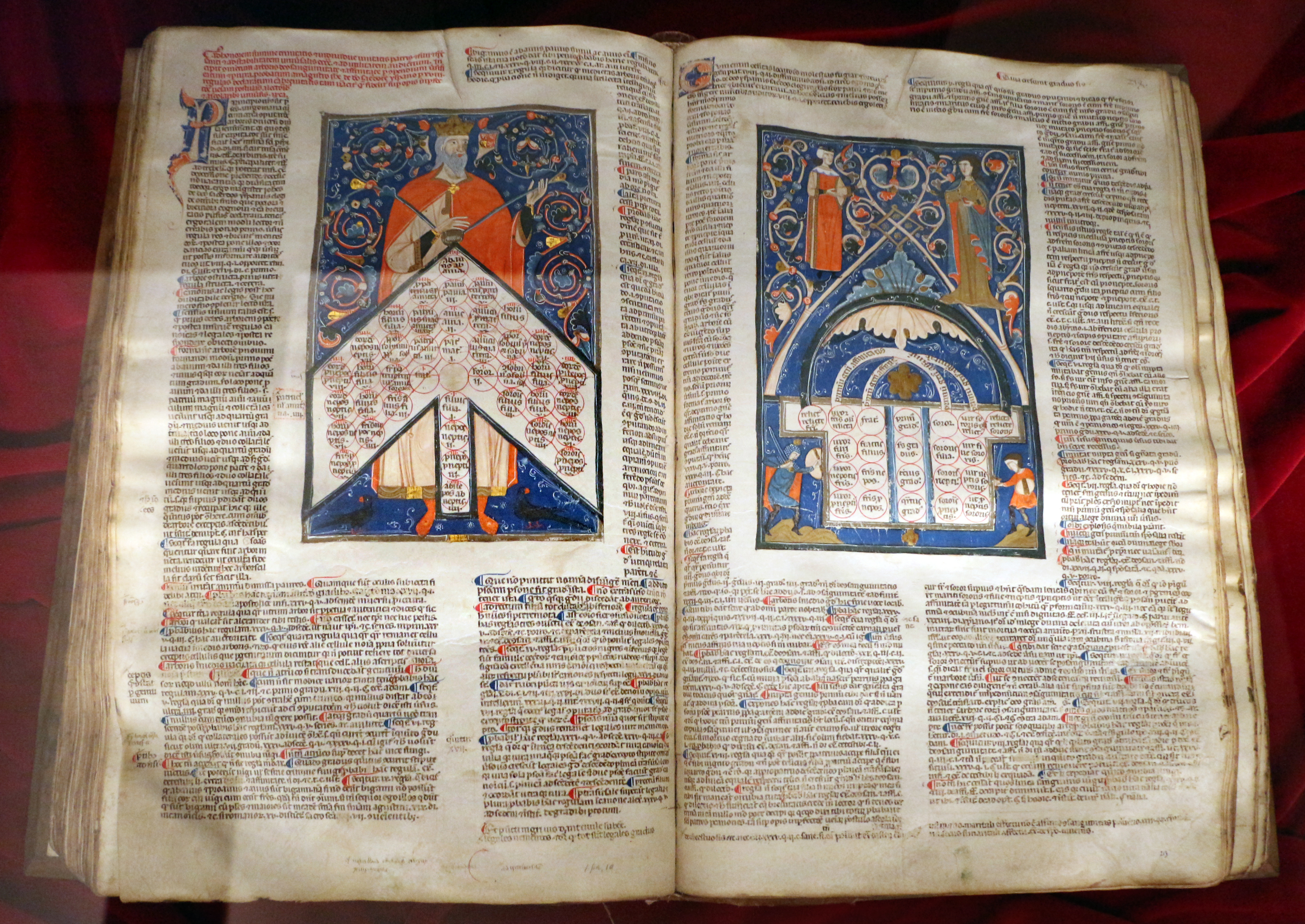
Decretales de Gregori IX, vers 1290, Biblioteca Medicea Laurenziana, Florència

Les Decretals de Gregori IX (llatí: Decretales Gregorii IX), també anomenades col·lectivament Liber extra, són una font important del dret canònic medieval. El 1230 el papa Gregori IX ordenà al seu capellà i confessor, sant Raimon de Penyafort, un dominic, formar una nova col·lecció canònica destinada a substituir totes les col·leccions anteriors. S'ha dit que el Papa per aquesta mesura volia emfatitzar especialment el seu poder sobre l'Església Universal.

## Circumstàncies polítiques
El papat havia arribat al cim del seu poder. D'altra banda, un papa menys favorablement condicionat probablement no hagués pensat en una mesura tan important. No obstant això, la utilitat d'una nova col·lecció era tan evident que no hi ha altres motius que els que el Papa dona a la butlla "Rex Pacficus" del 5 de setembre de 1234, és a dir, la inconveniència de recórrer a diverses col·leccions que contenen decisions més diverses i de vegades contradictòries, que presentaven, en alguns casos, llacunes i, en altres, una longitud tediosa; a més, en diversos assumptes, la legislació era incerta.

## Obra de sant Raimon
Les Quinque compilationes antiquæ va ser una sèrie de cinc d'aquestes col·leccions de legislació pontifícia del Decretum de Gracià (c. 1150) al pontificat d'Honori III (1150-1227). Raimon va executar l'obra en uns quatre anys, i va seguir el mètode de les Quinque compilationes antiquæ. Els va prendre l'ordre temàtic, la divisió en cinc llibres, dels llibres en títols i dels títols en capítols. Dels 1971 capítols de les Decretals de Gregori IX, 1771 són de les Quinque compilationes antiquæ, 191 són del mateix Gregori IX, 7 de les decretals d'Innocenci III que no havien estat inserits en les antigues col·leccions, i 2 d'origen desconegut. Estan ordenats, en general, d'acord amb l'ordre de les col·leccions antigues, és a dir, cada títol s'obre amb els capítols de la primera col·lecció, seguits dels de la segona, i així successivament en ordre regular. A continuació vindran els de Innocenci III, i finalment els de Gregori IX. Gairebé totes les rúbriques, o encapçalaments dels títols, també han estat prestades d'aquestes col·leccions, però diverses es van modificar pel que fa al detall. Aquest mètode va allargar considerablement la tasca de St. Raimon.

## Treball editorial
No obstant això, va fer més que simplement compilar els documents d'antigues col·leccions. Va deixar de banda 383 decisions, en va modificar altres, va ometre parts quan considerava prudent fer-ho, omplint els buits i fent que la seva col·lecció fos completa i concordant, va aclarir punts dubtosos de l'antiga llei eclesiàstica afegint alguns noves decretals. Va indicar amb les paraules et infra els passatges que ell va extingir a les antigues col·leccions. Es diuen partes decisae. La nova compilació no tenia cap títol especial, però es deia "Decretales Gregorii IX" o, de vegades, "Compilatio sexta", és a dir, la sisena col·lecció en referència a les "Quinque compilationes antiquæ". També es deia "Collectio seu liber extra", és a dir) en el "Decretum" de Gratian. D'aquí el costum de denotar aquesta col·lecció per la lletra X (és a dir, extra, aquí no el numeral romà de deu).

## Citacions
Les cites d'aquesta col·lecció es fan indicant el nombre del capítol, el nom del treball (X), el número del llibre i el del títol. En general, l'encapçalament del títol i de vegades es citen les primeres paraules del capítol; per exemple, "c. 3, X, III, 23" o "c. Odoardus, X, De solutionibus, HI, 23", es refereix al tercer capítol, començant amb la paraula Odoardus, en les Decretals de Gregori IX, llibre III, títol 23, que es titula "De solutionibus". Si no s'indica el número del capítol o del títol, es pot descobrir fàcilment consultant els índexs alfabètics dels epígrafs i les paraules introductòries dels capítols, que es troben a totes les edicions del "Corpus Juris Canonici" .
Gregori IX va enviar aquesta nova col·lecció a les Universitats de Bolonya i París, i declarà mitjançant la butlla Rex pacficus del 5 de setembre de 1234, que aquesta compilació era el codi oficial de la llei canònica.

## Força de la llei

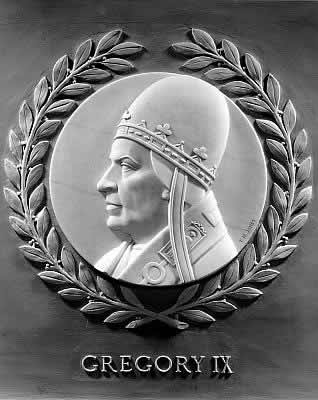
Gregori IX es compta entre els grans advocats de la història. Aquí en baix relleu a la Cambra de Representants dels Estats Units.

Totes les seves decisions tenien la força del dret canònic, ja fossin autèntiques o no, independentment del valor jurídic dels textos que es consideressin en si mateixos i fos quin fos el text original. És una col·lecció única; totes les seves decisions van ser promulgades simultàniament, i són igualment obligatòries, fins i tot si semblen contenir, o si en realitat contenen antinòmies, és a dir, contradiccions. En aquest peculiar cas no és possible superar la dificultat recorrent al principi que una llei de data posterior suprimeix la d'un període anterior.
Finalment, es tracta d'una col·lecció exclusiva, és a dir, suprimeix totes les col·leccions, fins i tot les oficials, d'una data posterior a la del "Decretum" de Gratian. Alguns autors (Schulte, Launin) sostenen que Gregori IX va revocar fins i tot aquelles lleis abans de l'època de Gratian que aquest no havia inclòs en el seu" Decret ", però altres contesten aquesta opinió.

## Diferències amb codis moderns
Les Decretals de Gregori IX difereixen àmpliament dels codis moderns. En lloc de contenir en una declaració concisa una decisió legislativa, generalment comencen amb la narració d'una controvèrsia, les acusacions de les parts en disputa, i una demanda o la solució de la qüestió; aquesta species facti o la pars historica no té cap valor jurídic. La part promulgativa del capítol (pars dispositiva) només té la força de la llei; conté la solució del cas o la declaració de la regla de conducta. Les rúbriques dels títols tenen la força de la llei quan el seu sentit és complet, com per exemple, Ne sede vacante aliquid innovetur (Deixeu que no hi hagi innovació mentre que la seu està vacant), perquè els encapçalaments formen part integrant del codi oficial de les lleis. No obstant això, sempre s'han d'interpretar d'acord amb les decisions contingudes en els capítols.

## Indicacions històriques
Les indicacions històriques relatives a cada capítol sovint no són exactes, fins i tot quan es van corregir a l'edició romana de 1582. Es pot lamentar que sant Raimon no tingués recurs als documents originals, dels quals un gran nombre havien d'haver estat a la seva disposició. Els resums (summaria) que precedeixen els capítols són obra dels canonistes, i poden ajudar en l'elucidació del text.
Les partes decisae són de vegades d'ús comú, però mai quan aquestes parts es van omplir de manera predeterminada del desig d'extingir la seva força legal o perquè contenen decisions irreconciliables amb el text actual de la llei.

## Glossaris
Igual que les antigues col·leccions canòniques, les Decretals de Gregori IX es van glossar aviat. Era habitual afegir al manuscrit còpies d'explicacions textuals escrites entre les línies (glossa interlinearis) i al marge de la pàgina (glossa marginalis). També es van afegir explicacions sobre el tema. El glossari més antic de les Decretals de Gregori IX és de Vincent d'Espanya; després segueix Godefridus de Trano (mort el 1245), Bonaguida Aretinus (segle xiii) i Bernard de Botone o Parmensis (mort el 1263), l'autor de la "Glossa ordinària", és a dir, d'aquella glossa al qual generalment es donava credibilitat. Més endavant, es van afegir extractes a la "Novella sive commentarius in decretales epistolas Gregorii IX" de Giovanni d'Andrea (Johannes Andreæ).

## Publicació impresa
Després de la invenció de la impremta, les Decretals de Gregori IX van ser publicades per primera vegada a Strasburg des de la premsa d'Heinrich Eggesteyn. Entre les nombroses edicions que segueixen, cal destacar la publicada el 1582 (in dibus populi romani) per encàrrec de Gregori XIII. El text d'aquesta edició, revisat pels Correctores Romani, una comissió pontifícia establerta per a la revisió del text del "Corpus Juris", tenia la força del dret canònic, fins i tot quan es diferia de la de Sant Raimon. Es va prohibir introduir cap canvi en aquest text (Breu Papal "Cum pro munere" de l'1 de juliol de 1580). Entre les altres edicions, es pot esmentar la de Le Conte (Anvers, 1570), de data anterior a l'edició romana i que conté les partes decis; la dels germans Pithou (París, 1687); la de Böhmer (Halle, 1747), que no reproduïa el text de l'edició romana i era en la seva crítica textual més audaç que feliç; l'edició de Richter; i la de Friedberg (Leipzig, 1879-1881). Tots aquests autors van afegir notes crítiques i les partes decis.

## Comentadors

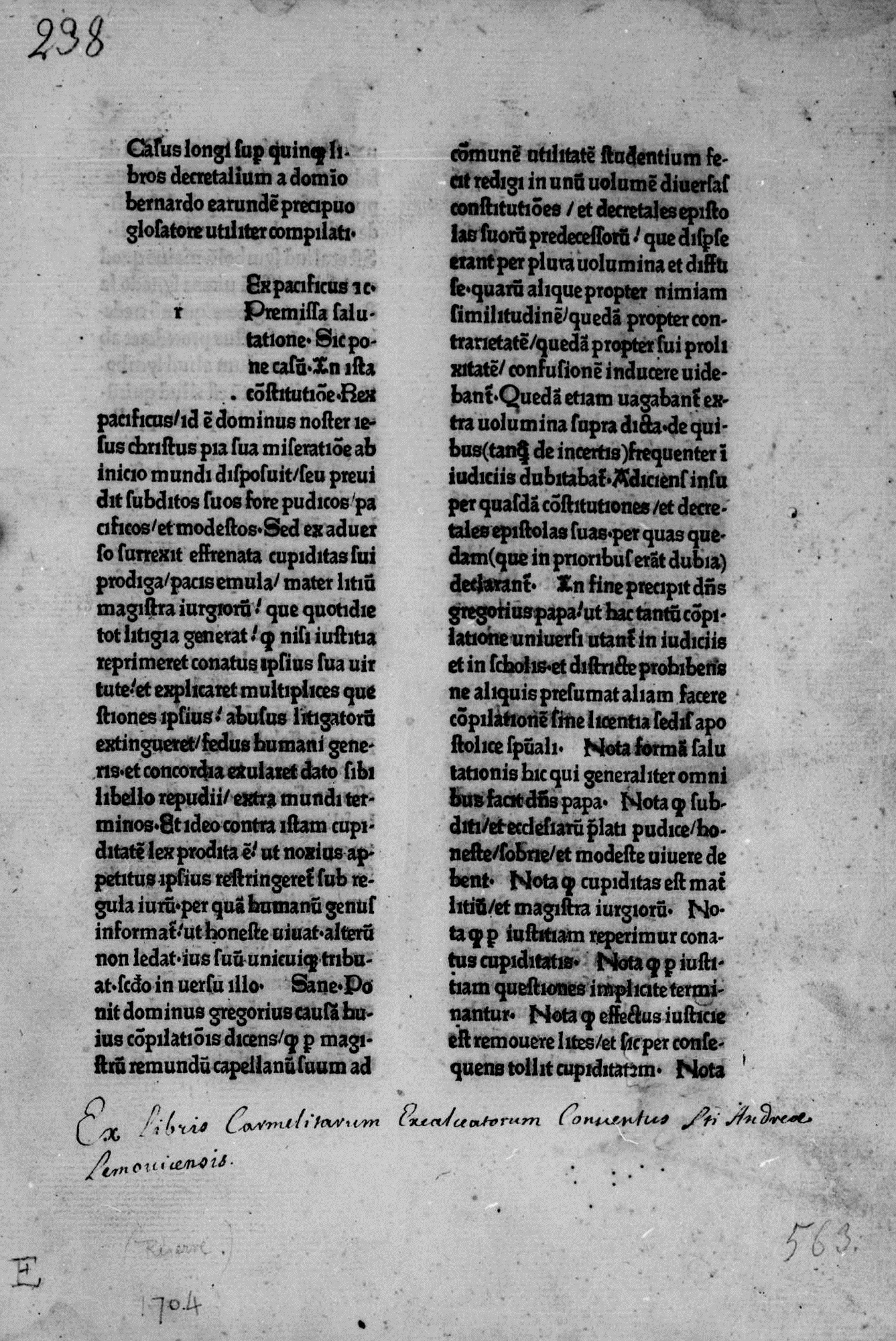
Bernardus Parmensis, Casus longi super quinque libros Decretalium, 1475

Indicar els principals comentaristes sobre les Decretals significaria escriure una història del dret canònic a l'Edat Mitjana. Importants canonistes inclouen Innocenci IV (mort 1254), Enrico de Segusio o Hostiensis (mort el 1271), el "Abbas antiquus" (segle xiii), Johannes Andreæ, Baldus de Ubaldis (mort el 1400), Petrus d'Ancharano (mort el 1416), Franciscus de Zabarellis (mort el 1417), Dominicus a Sancto Geminiano (segle XV), Joannes d'Imola (mort el 1436) i Nicolò Tudesco, també anomenat "Abbas Siculus", o "Modernus" o "Panormitanus" (mort el 1453). Entre els comentaristes moderns, Manuel Gonzalez Tellez i Fagnanus poden ser consultats de manera avantatjosa per a la interpretació del text de les Decretals. Les Decretals de Gregori IX continuen sent la base de la llei canònica pel que no ha estat modificat per col·leccions posteriors i per les lleis generals de l'Església (vegeu Corpus Juris Canonici).